# Великоберезовицька селищна рада
Великоберезови́цька се́лищна ра́да — адміністративно-територіальна одиниця та орган місцевого самоврядування в Тернопільському районі Тернопільської області. Адміністративний центр — селище міського типу Велика Березовиця.

## Загальні відомості
Великоберезовицька селищна рада утворена в 1986 році.
- Територія ради: 24,48 км²
- Населення ради: 6 738 осіб (станом на 2001 рік)
- Територією ради протікає річка Серет

## Населені пункти
Селищній раді підпорядковані населені пункти:
- смт Велика Березовиця
- с. Кип'ячка

## Об'єкти природно-заповідного фонду
У віданні селищної ради перебуває гідрологічна пам'ятка природи Джерело Пресвятої Трійці.

## Склад ради
Рада складається з 30 депутатів та голови.
- Голова ради: Ілля Ігорович Костюк (від 25 жовтня 2015)

### Керівний склад попередніх скликань
| Прізвище, ім'я, по батькові | Основні відомості                                                | Дата обрання | Дата звільнення |
| --------------------------- | ---------------------------------------------------------------- | ------------ | --------------- |
| Калинка Марія Іванівна      | Селищний голова, 1957 року народження, освіта вища, позапартійна | 26.03.2006   | 31.10.2010      |
| Калинка Марія Іванівна      | Селищний голова, 1957 року народження, освіта вища, позапартійна | 31.10.2010   |                 |

Примітка: таблиця складена за даними сайту Верховної Ради України

### Депутати
За результатами місцевих виборів 2010 року депутатами ради стали:

#### За суб'єктами висування
| Суб'єкт висування                                       | Кількість обраних депутатів | %    |
| ------------------------------------------------------- | --------------------------- | ---- |
| Самовисування                                           | 22                          | 73,3 |
| Політична партія Всеукраїнське об'єднання «Свобода»     | 5                           | 16,7 |
| Українська соціал-демократична партія                   | 2                           | 6,7  |
| Політична партія Всеукраїнське об'єднання «Батьківщина» | 1                           | 3,3  |

#### За округами
| № округу                                                | Прізвище, ім'я, по батькові      | Дата визнання обраним | Освіта             | Партійна приналежність                        | Відомості про обраного депутата                                              |
| ------------------------------------------------------- | -------------------------------- | --------------------- | ------------------ | --------------------------------------------- | ---------------------------------------------------------------------------- |
| Політична партія Всеукраїнське об'єднання «Батьківщина» |                                  |                       |                    |                                               |                                                                              |
| 19                                                      | Сивак Роман Богданович           | 31.10.2010            | вища               | член Всеукраїнського об'єднання «Батьківщина» | ОКПТМ Тернопільтеплокомуненерго, провідний інженер                           |
| Політична партія Всеукраїнське об'єднання «Свобода»     |                                  |                       |                    |                                               |                                                                              |
| 9                                                       | Базар Олег Васильович            | 31.10.2010            | незакінчена вища   | член Всеукраїнського об'єднання «Свобода»     | студент                                                                      |
| 13                                                      | Бакалець Олег Іванович           | 31.10.2010            | вища               | член Всеукраїнського об'єднання «Свобода»     | КВПіА ДП Мишковицький спиртзавод, інженер                                    |
| 21                                                      | Чапльовський Ігор Богданович     | 31.10.2010            | вища               | член Всеукраїнського об'єднання «Свобода»     | Тернопільський національний педагогічний університет ім. В. Гнатюка, студент |
| 26                                                      | Кульчицький Володимир Іванович   | 31.10.2010            | середня            | член Всеукраїнського об'єднання «Свобода»     | приватне підприємство                                                        |
| 27                                                      | Лесик Володимир Григорович       | 31.10.2010            | вища               | член Всеукраїнського об'єднання «Свобода»     | загальноосвітня школа № 8 м. Тернопіль, вчитель                              |
| Українська соціал-демократична партія                   |                                  |                       |                    |                                               |                                                                              |
| 12                                                      | Підгайний Василь Зіновійович     | 31.10.2010            | вища               | член Української соціал-демократичної партії  | ДП «Тернопіль стандарт метрологія», водій, провідний інженер                 |
| 18                                                      | Кирилів Олег Романович           | 31.10.2010            | середня спеціальна | член Української соціал-демократичної партії  | тимчасово не працює                                                          |
| Самовисування                                           |                                  |                       |                    |                                               |                                                                              |
| 1                                                       | Шуповал Юрій Орестович           | 31.10.2010            | вища               | позапартійний                                 | ЛВУ магістральнихгазопроводів, наповнювач балонів                            |
| 2                                                       | Мінчановський Ярослав Михайлович | 31.10.2010            | вища               | позапартійний                                 | тимчасово не працює                                                          |
| 3                                                       | Плугатор Ірина Степанівна        | 31.10.2010            | середня            | позапартійна                                  | УДППЗ «Укрпошта», товарознавець                                              |
| 4                                                       | Яновський Павло Петрович         | 31.10.2010            | середня            | позапартійний                                 | пенсіонер                                                                    |
| 5                                                       | Волошин Ярослав Петрович         | 31.10.2010            | вища               | позапартійний                                 | приватне підприємство                                                        |
| 6                                                       | Керничний Ігор Михайлович        | 31.10.2010            | середня            | позапартійний                                 | ВАТ «Ватра», електрик                                                        |
| 7                                                       | Чернець Андрій Ігорович          | 31.10.2010            | вища               | позапартійний                                 | загальноосвітня школа І-ІІІ ст. с. Мишковичі, директор школи                 |
| 8                                                       | Чура Олександра Петрівна         | 31.10.2010            | середня спеціальна | позапартійна                                  | Великоберезовецька селищна Рада, секретар                                    |
| 10                                                      | Крутиголова Віталій Петрович     | 31.10.2010            | вища               | позапартійний                                 | ТОВ «Рейс», начальник охорони                                                |
| 11                                                      | Боднарук Василь Іванович         | 31.10.2010            | середня спеціальна | позапартійний                                 | приватне підприємство                                                        |
| 14                                                      | Джугла Уляна Іванівна            | 31.10.2010            | вища               | позапартійна                                  | Великоберезовицька селищна РАда, діловод                                     |
| 15                                                      | Сисюк Володимир Андрійович       | 31.10.2010            | вища               | позапартійний                                 | Козівський РВ УМВСУ, заступник начальника кримінальної міліції               |
| 16                                                      | Вавринюк Ірина Володимирівна     | 31.10.2010            | вища               | позапартійна                                  | ПП «Продекспорт», завідувачка відділу                                        |
| 17                                                      | Лукенів Михайло Михайлович       | 31.10.2010            | вища               | позапартійний                                 | Головавтотрансінспекція, начальник                                           |
| 20                                                      | Стодола Володимир Романович      | 31.10.2010            | вища               | позапартійний                                 | Магазин «Клуб сімейного дозвілля», грузчик                                   |
| 22                                                      | Белзецька Наталія Іванівна       | 31.10.2010            | середня спеціальна | позапартійна                                  | Великоберезовицька сільська амбулаторія, сімейна медсестра                   |
| 23                                                      | Пришляк Григорій Іванович        | 31.10.2010            | вища               | позапартійний                                 | ПП «Кадастр», директор                                                       |
| 24                                                      | Винник Олександра Теодозіївна    | 31.10.2010            | середня            | позапартійна                                  | приватне підприємство                                                        |
| 25                                                      | Канак Петро Омелянович           | 31.10.2010            | вища               | позапартійний                                 | ВАТ Тернопільгаз, зав. Голови правління                                      |
| 28                                                      | Сікорський Павло Ярославович     | 31.10.2010            | середня спеціальна | позапартійний                                 | ТМЕМ, електромонтер                                                          |
| 29                                                      | Щавурський Олександр Миколайович | 31.10.2010            | середня спеціальна | позапартійний                                 | Дитячий садочок с. Кипячка, оператор котельні                                |
| 30                                                      | Юшкевич Степан Васильович        | 31.10.2010            | середня            | позапартійний                                 | приватне підприємство                                                        |